# レクイエム〜ケニー・カークランドに捧ぐ
『レクイエム〜ケニー・カークランドに捧ぐ』（原題：Requiem）は、アメリカ合衆国のジャズ・サクソフォーン奏者、ブランフォード・マルサリスが1998年に録音・1999年に発表したスタジオ・アルバム。

## 背景
マルサリスは当初、本作のためのセッションに満足できず、ツアーで新曲を練り上げてから再録音しようと考えていた。しかし、本作でサイドマンを務めたケニー・カークランドは、1998年11月13日に43歳で死去。最終的に、カークランド在籍時としては最後の録音となった元のセッションがそのまま使用されたが、収録曲「エリジウム」のみ、カークランドの没後にトリオ編成で録音された。なお、マルサリスは次作『コンテンポラリー・ジャズ』（1999年録音・2000年発表）において、ジョーイ・カルデラッツォのピアノをフィーチャーしたカルテット編成で「エリジウム」を再録音している。
ポール・モチアン作曲の「トリエステ」は、キース・ジャレット率いるアメリカン・カルテットにより初演された曲のカヴァーで、本作でサイドマンを務めたジェフ・テイン・ワッツも、自身のリーダー・アルバム『シティズン・テイン』（1999年発表）で、この曲を取り上げている。

## 反響・評価
母国アメリカでは『ビルボード』のジャズ・アルバム・チャートで8位に達した。第42回グラミー賞では、最優秀ジャズ・インストゥルメンタル・パフォーマンス賞にノミネートされた。
リチャード・S・ギネルはオールミュージックにおいて5点満点中4点を付け「硬派かつ巧みに演奏されたアコースティック・ジャズ作品で、しばしば少々冒険的な方向性に寄っている」と評している。また、『CDジャーナル』のミニ・レビューでは「テナー、ソプラノを吹き分けたブランフォードは、ジャズのメロディ/フレーズが豊か。聴きやすくて高度、音色も最高だ」と評されている。

## 収録曲
特記なき楽曲はブランフォード・マルサリス作。
1. ドクトーン - "Doctone" - 6:07
2. トリエステ - "Trieste" (Paul Motian) - 8:24
3. サウザンド・オータムズ - "A Thousand Autumns" - 10:39
4. ライキーフ - "Lykief" - 9:40
5. ブルワース - "Bullworth" - 6:37
6. エリジウム - "Elysium" - 9:36
7. カサンドラ - "Cassandra" - 8:49
8. 16丁目のバプチスト教会 - "16th St. Baptist Church" - 9:44

## 参加ミュージシャン
- ブランフォード・マルサリス - サクソフォーン
- ケニー・カークランド - ピアノ(#6を除く全曲)
- エリック・レヴィス - ダブル・ベース
- ジェフ・テイン・ワッツ - ドラムス